# Софія Луїза Ангальт-Бернбурзька
Софія Луїза Ангальт-Бернбурзька (нім. Sophie Louise von Anhalt-Bernburg, 29 червня 1732 — 6 жовтня 1786) — принцеса Ангальт-Бернбурзька з дому Асканіїв, донька князя Ангальт-Бернбургу Віктора II Фрідріха та принцеси Ангальт-Дессау Луїзи, дружина графа Сольмс-Барутського Фрідріха Готлоба Генріха.

## Біографія
Народилась 29 червня 1732 року у Бернбурзі. Стала єдиною дитиною в родині князя Ангальт-Бернбургу Віктора II Фрідріха та його першої дружини Луїзи Ангальт-Дессау, з'явившись на світ на восьмий рік їхнього подружнього життя. Матір за місяць після її народження померла.
Батько оженився вдруге із Альбертіною Бранденбург-Шведтською. Від цього союзу Софія Луїза мала єдинокровного молодшого брата та трьох виживших сестер. У 1750 році мачуха також пішла з життя. Віктор II Фрідріх невдовзі узяв третій, морганатичний шлюб, від якого мав доньку.

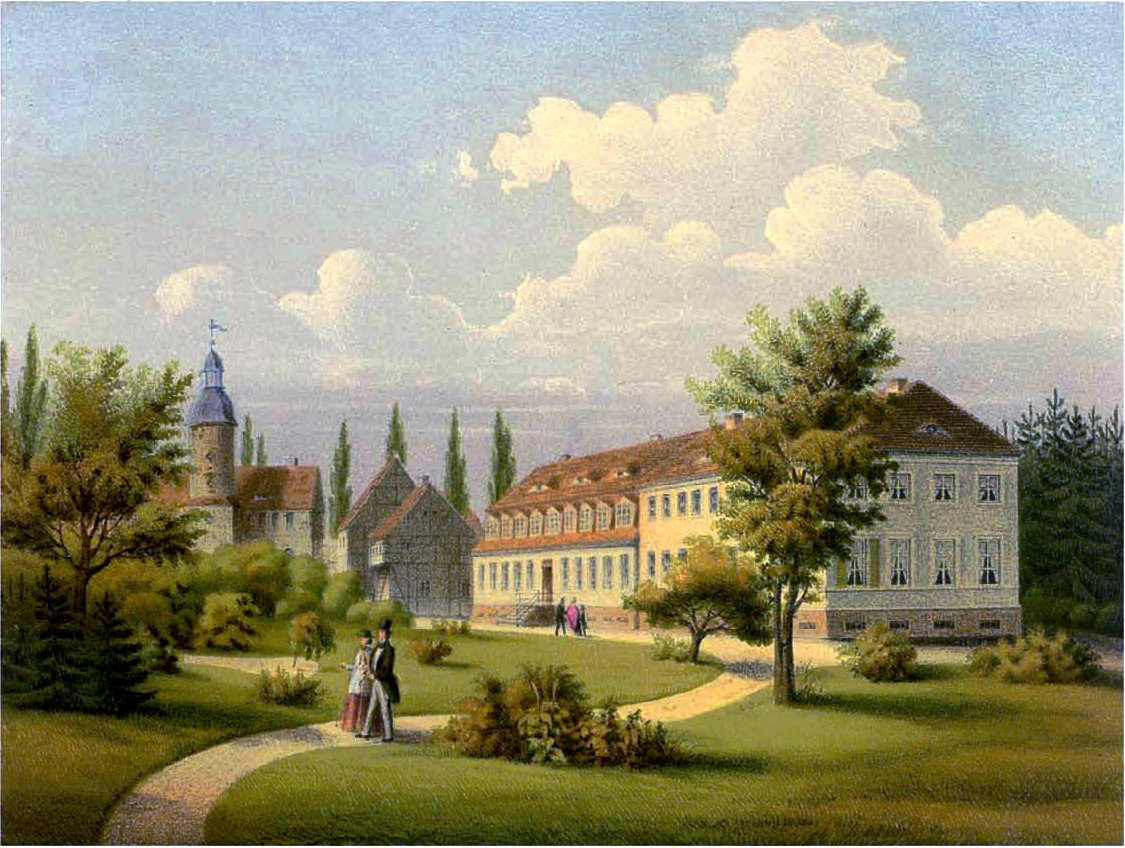
Барутський палац

У 20 років Софія Луїза була видана заміж за 27-річного графа Сольмс-Барутського Фрідріха Готлоба Генріха. Весілля відбулося 20 травня 1753 року в Бернбурзі. У пари народилося двоє дітей
Резиденцією сімейства був Барутський палац. 
6 жовтня 1786 року Софія Луїза померла. Була похована у Баруті. Чоловік пережив її на три місяці.

## Родина
Чоловік —  Фрідріх Готлоб Генріх, граф Сольмс-Барутський
Діти:
- Фредеріка Вільгельміна Луїза (1755—1832) — у 1773—1783 роках була дружиною графа фон Бурґхауза Ніколауса Вільгельма, після чого розлучилася,[2] дітей не мала;
- Фрідріх Карл Леопольд (1757—1801) — граф Сольмс-Барутський, був одружений із Георгіною фон Валвіц, мав трьох дітей.